# Кохани (Польща)
Кохани (пол. Kochany) — село в Польщі, у гміні Водине Седлецького повіту Мазовецького воєводства.
Населення — 42 особи (2011).
У 1975-1998 роках село належало до Седлецького воєводства.

## Демографія
Демографічна структура станом на 31 березня 2011 року:
|          | Загалом | Допрацездатний вік | Працездатний вік | Постпрацездатний вік |
| -------- | ------- | ------------------ | ---------------- | -------------------- |
| Чоловіки | 18      | 6                  | 11               | 1                    |
| Жінки    | 24      | 8                  | 10               | 6                    |
| Разом    | 42      | 14                 | 21               | 7                    |